# Trevon Allen
Trevon Allen (Lapwai, 16 febbraio 1998) è un cestista statunitense.